# Der Seewolf von Barracuda
Der Seewolf von Barracuda (Originaltitel: The Sea Hornet) ist ein US-amerikanischer Kriminalfilm aus dem Jahr 1951 von Joseph Kane mit Rod Cameron und Adele Mara in den Hauptrollen. Der Film wurde von Republic Pictures produziert.

## Handlung
Suntan Radford überbringt dem Tiefseetaucher Gunner McNeil ein Jobangebot des Hoteliers Tony Sullivan. Sullivan möchte, dass Gunner ein Schiffswrack beseitigt, das eine Gefahr für die Schifffahrt bedeutet. Da das Wrack in 200 Fuß (ca. 65 Meter) Tiefe liegt, sieht Gunner darin keine Gefahr und lehnt den Job ab. Sein Partner Pete Hunter ist jedoch von der Höhe der Bezahlung und von Sandra sehr angetan und will den Auftrag erledigen. Gunner befürchtet, dass die Aktion illegal ist, und bittet seinen Freund Swede, ein Auge auf den leichtgläubigen Pete zu haben. Dazu muss Swede, einer Nachricht von Pete zufolge, zum Barracuda Point nahe Padre Harbor.
Als Pete durch einen Tauchunfall ums Leben kommt, übernimmt Swede Petes Stelle. Für Gunner ist die ganze Aktion verdächtig. Das gesunkene Schiff ist die Sea Hornet, die eine Million Dollar in Gold transportiert hat. Sullivan kann keine Bergungsgenehmigung vorweisen. Gunner setzt sich mit der Versicherungsgesellschaft der Reederei in Verbindung. Für 50 Prozent des Wertes soll er die Fracht bergen. Gunner sucht den Padre Inn auf, in dem Suntan als Hostess arbeitet. Gunner misstraut ihr, ist aber zugleich von der Sängerin Gloria fasziniert. Am Abend schaut er nach der Revery, mit der er zum Wrack übersetzen will. Er lernt die angetrunkene Mrs. Drinkwater kennen, die ihm ihr Ruderboot leiht, mit dem er zur Revery rudert. Er bespricht mit dem Eigner Sprowl die Einzelheiten und kehrt dann zurück. Auf dem Rückweg wird sein Boot von einer Yacht gerammt.
Am nächsten Tag fährt ihn Ginger zur Polizei, doch ein dringender Anruf von Swede veranlasst ihn, zu dessen Hotel zu eilen. In Swedes Zimmer greift er in einen Kampf ein, den sich Swede mit Sullivans Handlangern Condor und Bone liefert. Als die beiden flüchten, sucht Gunner Lieutenant Drake auf und überzeugt ihn, eine Morduntersuchung durchzuführen, wenn er Beweise vorlegt. Auf dem Rückweg nehmen Ginger und Gunner einen Seemann mit. Es stell sich heraus, dass dies Suntans Bruder Johnny ist. Im Padre Inn bittet Suntan Gunner, ihrem Bruder nichts von dem Wrack zu erzählen. Ihr Vater sei der Kapitän der Sea Hornet gewesen und mit dem Schiff untergegangen. Sullivan war Obermaat und erzählte ihr, ihr Vater habe das Schiff betrunken auf das Riff gesteuert. Um den Kapitän zu decken, gab er an, dass das Schiff torpediert wurde. Nun will Sullivan das Wrack zerstören, um zu verhindern, dass Schatzsucher die wahren Umstände des Untergangs enthüllen. Suntan will ihrem Bruder die Wahrheit über ihren Vater ersparen, doch Gunner ist skeptisch. Bei ihrer Verabredung am Abend mischt Ginger Schlafmittel in Gunners Drink.
Gunner erwacht am nächsten Morgen in seinem Zimmer. Suntan und Johnny haben auf sein Erwachen gewartet. Suntan hat ihrem Bruder alles anvertraut, der sicher ist, dass Sullivan etwas verheimlicht. Sie wollen Gunner bei der Aufklärung helfen, warnen ihn aber, dass der Ex-Sträfling Rocky Lowe das Wrack mit Dynamit präparieren wird. Gunner misstraut Suntan immer noch. Sie informiert ihn, dass Ginger mit Sullivan heimlich verheiratet ist. Als Gunner mit den Geschwistern und Swede an Bord der Revery gehen, versucht Sprowl die Abfahrt hinauszuzögern. Der verärgerte Gunner wirft ihn nach einem kurzen Kampf über Bord.
Am Wrack bringt Lowe das Dynamit an. Als Sullivan sieht, dass die Revery ankommt, wird Lowe schnell hochgezogen, doch durch den fehlenden Druckausgleich kommt er ums Leben. Sullivans Männer entern die Revery, doch Gunner und die anderen können die Männer besiegen und fesseln. Trotz Sullivans Warnung, dass das Dynamit in einer Stunde hochgehen wird, unternimmt Gunner einen Tauchgang zum Wrack. Zuvor benachrichtigt er die Küstenwache. Am Wrack erkennt er, dass eine Explosion im Schiff der Grund für den Untergang war. Die Leiche des Kapitäns findet er in einem Schrank. 15 Minuten vor der Explosion gesteht Condor, dass Sullivan den Kapitän wegen der Goldladung ermordet hat. Auch Pete hat er getötet, weil der dem Geheimnis auf die Spur gekommen ist. Gunner taucht auf, zur gleichen Zeit kommt ein Boot der Küstenwache mit einer Dekompressionskammer an und bringt alle aus der Reichweite der Explosion. Da Sullivan und seinen Leuten eine Mordanklage droht, gibt Condor preis, dass das Gold im Kühlhaus des Padre Inns gelagert wird. Durch seinen Vertrag mit der Versicherung erhält Gunner die Hälfte des Goldes. Schließlich kommt er auch mit Suntan zusammen.

## Produktion

### Hintergrund
Gedreht wurde der Film vom 28. April bis Ende Mai 1951 in den Republic-Studios in Hollywood.

### Stab
John McCarthy Jr. und George Milo waren für das Szenenbild zuständig, Adele Palmer für die Kostüme. Die Spezialeffekte stammten von den Brüdern Theodore und Howard Lydecker, Bud Thackery sorgte für die Spezialaufnahmen.

### Besetzung
In einer kleinen nicht im Abspann erwähnten Nebenrolle trat Emile Meyer auf.
Für Adrian Booth war es die letzte Rolle in einem Kinofilm.

## Synchronisation
| Rolle           | Schauspieler    | Deutscher Synchronsprecher |
| --------------- | --------------- | -------------------------- |
| Gunner McNeil   | Rod Cameron     | Wolf Martini               |
| Suntan Radford  | Adele Mara      | Edith Schneider            |
| Ginger Sullivan | Adrian Booth    | Eleonore Noelle            |
| Swede           | Chill Wills     | Walther Suessenguth        |
| Tony Sullivan   | Jim Davis       | Peter Mosbacher            |
| Johnny Radford  | Richard Jaeckel | Michael Chevalier          |
| Pete Hunter     | James Brown     | Herbert Stass              |
| Rocky Lowe      | Grant Withers   | Clemens Hasse              |
| Lt. Drake       | Monte Blue      | Georg Gütlich              |
| Harrie          | Emile Meyer     | Alexander Welbat           |
| Angestellter    | Tudor Owen      | Eduard Wandrey             |

Anmerkung: Die kursiv geschriebenen Namen sind Rollen und Darsteller, die nicht im Abspann erwähnt wurden.

## Veröffentlichung
Die Premiere des Films fand am 6. November 1951 statt. In der Bundesrepublik Deutschland kam er am 13. August 1954 in die Kinos, in Österreich im April 1955.

## Kritiken
Das Lexikon des internationalen Films schrieb: „Ein Kriminalfilm, bei dem die Unterwasserszenen überzeugen.“
Die Filmzeitschrift Cinema befand: „B-Picture mit ganz guten Unterwasserszenen.“